# Петренко-Критченко, Павел Иванович
Павел Иванович Петренко-Критченко (27 июня [9 июля] 1866, Херсон, Новороссийская губерния — 21 января 1944, Одесса) — российский и советский химик.

## Биография
Родилмя в 1866 году в Херсоне.
Окончил курс на физико-математическом факультете Новороссийского университета (ныне — Одесский национальный университет имени И. И. Мечникова). В 1894 г. получил звание приват-доцента в том же университете, где в 1900 г. был назначен экстраординарным, а в 1903 г. ординарным профессором химии. Член-корреспондент АН СССР c 29.03.1932 по отделению математических и естественных наук. Председатель Одесского отделения Всесоюзного химического общества им. Д. И. Менделеева (1934—1936).
Умер в 1944 году в Одессе. Был похоронен на 2-м христианском кладбище.

## Научная деятельность
Труды по стереохимии и химии гетероциклических соединений, главным образом, по изучению правильностей альдегидных конденсаций, скоростей кетонных реакций и установлению точной характеристики циклических соединений. Установил зависимость уменьшения скорости реакции ациклич. карбонильных соединений от длины цепи углеродных атомов и её разветвленности, имеющую большое значение для развития стереохимии.

### Труды
- «О влиянии замещения на ход некоторых реакций углеродистых соединений» (магист. дисс., 1896);
- «О тетрагидропиронных соединениях» (докт. дисс., 1899);
- «Zur Characteristik der Keton- und Aldehydreactionen» («Ann. d. Ch.», 341);
- «О легкости образования кольчатых соединений» («Журн. Русск. Физ.-Хим. Общ-ва», 1905); «Ueber die Reactionsgèschwindigkeit bei der Bildung von oximen» («Ber. d. deutsch. ch. Ges.», 1906).